# Anarkia Boladona
Anarkia Boladona foi o pseudônimo usado entre os anos de 2005 e 2015 pela artista Panmela Castro (Rio de Janeiro, 26 de junho de 1981). Durante esse período a artista foi influenciada pela pichação, nicho underground habitualmente dominado por homens cisgêneros, tornando-se então uma das primeiras mulheres a ganhar visibilidade na cena urbana. 

## Biografia
Em 2005, Panmela foi espancada e mantida em cárcere privado pelo então companheiro, e a partir desse episódio passou a dedicar-se a pintura nos murais, onde, afetada pela experiência da violência doméstica, passou a entender o grafite enquanto uma forma de denúncia, dando vida assim ao pseudônimo Anarkia Boladona, nome artístico que usou durante uma década.
No ano de 2008, criou o "Grafiteiras Pela Lei Maria da Penha", projeto que relaciona o grafite e a cultura urbana para falar sobre violência contra as mulheres. Através deste projeto, realiza junto com outras grafiteiras uma campanha para educar mulheres sem acesso à informação sobre a recém-aprovada Lei Maria da Penha, uma das mais importantes leis do Brasil, introduzindo a violência doméstica na constituição brasileira. Para promover os direitos das mulheres, Anarkia aventurou-se em favelas do Rio de Janeiro, dialogando com mulheres e meninas e as informando sobre seus direitos, e então produziam murais com mensagens sobre os direitos das mulheres e a nova lei. 
Junto com o grupo que se formou durante o projeto, Panmela fundou a Rede NAMI, ONG de artes e direitos humanos em que, desde 2010, já investiu em mais de 9 mil mulheres. A instituição, que pensa e discute a situação da mulher na sociedade, sobretudo de mulheres negras, realiza projetos sociais e usa a arte como um instrumento de transformação cultural. 